# Mazraeh
Mazraeh (em persa: مزرعه, também romanizada como Mazra‘eh) é uma aldeia do distrito central do condado de Abadeh, na província de Fars, no Irã.
Segundo o censo de 2006, sua população era de 122, em 36 famílias.